# Canthigaster figueiredoi
Canthigaster figueiredoi és una espècie de peix de la família dels tetraodòntids i de l'ordre dels tetraodontiformes.

## Morfologia
- Els mascles poden assolir 12 cm de longitud total.[4][5]

## Alimentació
Menja vegetals, esponges de mar, crustacis i mol·luscs.

## Hàbitat
És un peix marí, de clima tropical i associat als esculls de corall que viu entre 1-35 m de fondària.

## Distribució geogràfica
Es troba a l'Atlàntic occidental: des del sud del Carib fins a Santa Catarina (el Brasil), incloent-hi Fernando de Noronha.

## Observacions
És inofensiu per als humans.